# The Tortured Poets Department
《The Tortured Poets Department》는 미국의 싱어송라이터 테일러 스위프트의 열한 번째 정규 앨범으로, 2024년 4월 19일 리퍼블릭 레코드를 통해 발매됐다. 스위프트는 2023년 The Eras Tour 기간 동안 이 앨범을 작업했으며, 당시 그녀의 삶을 둘러싼 언론의 집중적인 관심이 앨범의 영감이 됐다. 발매 두 시간 뒤, 앨범은 두 번째 볼륨의 곡들이 수록된 《The Anthology》라는 부제가 붙은 더블 앨범으로 확장됐다.
스위프트는 잭 안토노프와 애런 데스너와 함께 이 앨범을 작곡·프로듀싱했다. 그녀가 스스로를 위해 만든 ‘생명줄(lifeline)’ 앨범이라고 표현한 이 작품의 내면적인 노래들은 자기 인식, 애도, 분노, 유머, 망상 등을 중심 주제로 한 감정적 격동을 묘사했다. 음악적으로는 미니멀한 신스팝, 체임버 팝, 포크 팝에 컨트리와 록 스타일이 가미된 구성으로, 신시사이저와 드럼 머신, 피아노와 기타가 어우러진 미드 템포 곡이 주를 이룬다. 시각적 미학은 다크 아카데미아에서 영향을 받았다.
이 앨범은 스포티파이에서 하루 및 일주일 단위 앨범 최다 스트리밍 기록을 포함해 수많은 상업적 기록을 경신했다. 유럽, 아시아·태평양, 아메리카 전역에서 차트 1위를 차지했으며, 미국에서는 《The Tortured Poets Department》가 스위프트의 기록을 확장하는 통산 7번째 ‘첫 주 판매량 100만 장 이상’ 앨범이 됐다. 또한 《빌보드》 200에서 그녀의 커리어 최장 기록인 17주 연속 1위를 차지했으며, 미국 음반 산업 협회로부터 6배 플래티넘 인증을 받았다. 수록곡들은 포스트 말론이 피처링한 〈Fortnight〉를 필두로 《빌보드》 핫 100 상위 14자리를 모두 스위프트가 차지하는 기록을 세웠다. 이 앨범은 2024년 세계에서 가장 많이 팔린 앨범이 됐다.
《The Tortured Poets Department》는 발매 당시 평단에서 엇갈린 평가를 받았다. 많은 평론가들이 스위프트의 감정적으로 울림 있는 해방적 작사와 재치를 칭찬했으나, 일부는 앨범이 길고 깊이가 부족하다고 지적했다. 그러나 이후 평가는 음악적·가사적 세부 요소를 재조명하며, 초기 평가가 스위프트의 예술적 가치보다 대중 이미지를 지나치게 주목했다고 반박했다. 이 앨범은 ARIA 뮤직 어워드, 프레미오스 오데온, 일본 골드 디스크 어워드를 포함해 제67회 그래미 어워드 ‘올해의 앨범’을 비롯한 5개 부문 후보에 올랐다. 스위프트는 2024년 5월부터 12월까지 The Eras Tour 개편 세트리스트에 해당 앨범의 곡들을 포함했다.

## 배경 및 구상
스위프트는 2022년 10월 21일에 열 번째 정규 앨범 《Midnights》를 발매해 비평가들의 찬사와 상업적 성공을 거두었다. 2023년에는 자신의 처음 여섯 정규 앨범의 소유권 분쟁 이후 ‘Taylor's Version’ 재녹음 프로젝트의 일환으로 《Speak Now (Taylor's Version)》와 《1989 (Taylor's Version)》 두 장의 재녹음 앨범을 발표했다. 두 앨범 모두 여섯 번째 단독 투어인 The Eras Tour 기간 중에 발매되었다. 2024년 2월 4일에 열린 제66회 그래미 시상식에서 스위프트는 《Midnights》로 최우수 팝 보컬 앨범과 올해의 앨범을 수상했다. 수상 소감에서 그녀는 2022년부터 작업해 온 새 정규 앨범 《The Tortured Poets Department》를 발표했다. 이 소식은 팬들에게 큰 놀라움을 안겼는데, 팬들은 SNS 힌트들을 근거로 2017년 앨범 《Reputation》의 재녹음을 예상하고 있었다.
스위프트는 《Midnights》를 리퍼블릭 레코드에 제출한 직후 앨범 작업을 시작했으며, 2023년 Eras Tour 미국 공연 일정 동안 비밀리에 계속 작업했다. 앨범 작업 중 그녀의 연애사는 언론의 큰 관심사였는데, 조 알윈과 트래비스 켈시와의 관계뿐만 아니라 매티 힐리와의 추정 연애 관계도 보도되었다. 2024년 2월 멜버른에서 열린 Eras Tour 공연에서 스위프트는 《The Tortured Poets Department》가 자신에게 “생명줄”과도 같은 앨범이며 “정말로 필요했던” 작품이라고 말했다. 이 앨범은 그녀가 작곡이 자신의 삶에서 얼마나 중요한 부분인지를 확신하게 해주었다. 인스타그램 게시글에서 스위프트는 이 앨범을 “일시적이고 운명론적인 순간의 사건, 의견, 감정을 반영하는 새로운 작품들의 선집”이라고 묘사했다.

## 곡 목록
| #            | 제목                                        | 작사·작곡                              | 프로듀서                      | 재생 시간 |
| ------------ | ------------------------------------------- | -------------------------------------- | ----------------------------- | --------- |
| 1.           | 〈Fortnight〉 (피처링 포스트 말론)          | Taylor Swift Jack Antonoff Austin Post | Swift Antonoff Louis Bell [a] | 3:48      |
| 2.           | 〈The Tortured Poets Department〉           | Swift Antonoff                         | Swift Antonoff                | 4:53      |
| 3.           | 〈My Boy Only Breaks His Favorite Toys〉    | Swift                                  | Swift Antonoff                | 3:23      |
| 4.           | 〈Down Bad〉                                | Swift Antonoff                         | Swift Antonoff                | 4:21      |
| 5.           | 〈So Long, London〉                         | Swift Aaron Dessner                    | Swift Dessner                 | 4:22      |
| 6.           | 〈But Daddy I Love Him〉                    | Swift Dessner                          | Swift Dessner Antonoff        | 5:40      |
| 7.           | 〈Fresh Out the Slammer〉                   | Swift Antonoff                         | Swift Antonoff                | 3:30      |
| 8.           | 〈Florida!!!〉 (피처링 플로렌스 앤 더 머신) | Swift Florence Welch                   | Swift Antonoff                | 3:35      |
| 9.           | 〈Guilty as Sin?〉                          | Swift Antonoff                         | Swift Antonoff                | 4:14      |
| 10.          | 〈Who's Afraid of Little Old Me?〉          | Swift                                  | Swift Antonoff                | 5:34      |
| 11.          | 〈I Can Fix Him (No Really I Can)〉         | Swift Antonoff                         | Swift Antonoff                | 2:36      |
| 12.          | 〈Loml〉                                    | Swift Dessner                          | Swift Dessner                 | 4:37      |
| 13.          | 〈I Can Do It with a Broken Heart〉         | Swift Antonoff                         | Swift Antonoff                | 3:38      |
| 14.          | 〈The Smallest Man Who Ever Lived〉         | Swift Dessner                          | Swift Dessner                 | 4:05      |
| 15.          | 〈The Alchemy〉                             | Swift Antonoff                         | Swift Antonoff                | 3:16      |
| 16.          | 〈Clara Bow〉                               | Swift Dessner                          | Swift Dessner                 | 3:36      |
| 총 재생 시간 | 총 재생 시간                                | 총 재생 시간                           | 총 재생 시간                  | 65:08     |

| #            | 제목                                 | 작사·작곡                    | 프로듀서               | 재생 시간 |
| ------------ | ------------------------------------ | ---------------------------- | ---------------------- | --------- |
| 17.          | 〈The Black Dog〉                    | Swift                        | Swift Antonoff         | 3:58      |
| 18.          | 〈Imgonnagetyouback〉                | Swift Antonoff               | Swift Antonoff         | 3:42      |
| 19.          | 〈The Albatross〉                    | Swift Dessner                | Swift Dessner          | 3:03      |
| 20.          | 〈Chloe or Sam or Sophia or Marcus〉 | Swift Dessner                | Swift Dessner          | 3:33      |
| 21.          | 〈How Did It End?〉                  | Swift Dessner                | Swift Dessner          | 3:58      |
| 22.          | 〈So High School〉                   | Swift Dessner                | Swift Dessner          | 3:48      |
| 23.          | 〈I Hate It Here〉                   | Swift Dessner                | Swift Dessner          | 4:03      |
| 24.          | 〈Thank You Aimee〉                  | Swift Dessner                | Swift Dessner Antonoff | 4:23      |
| 25.          | 〈I Look in People's Windows〉       | Swift Antonoff Patrik Berger | Swift Antonoff Berger  | 2:11      |
| 26.          | 〈The Prophecy〉                     | Swift Dessner                | Swift Dessner          | 4:09      |
| 27.          | 〈Cassandra〉                        | Swift Dessner                | Swift Dessner          | 4:00      |
| 28.          | 〈Peter〉                            | Swift                        | Swift Dessner          | 4:43      |
| 29.          | 〈The Bolter〉                       | Swift Dessner                | Swift Dessner          | 3:58      |
| 30.          | 〈Robin〉                            | Swift Dessner                | Swift Dessner          | 4:00      |
| 31.          | 〈The Manuscript〉                   | Swift                        | Swift Dessner          | 3:44      |
| 총 재생 시간 | 총 재생 시간                         | 총 재생 시간                 | 총 재생 시간           | 122:21    |

| #            | 제목                                              | 작사·작곡           | 프로듀서                | 재생 시간 |
| ------------ | ------------------------------------------------- | ------------------- | ----------------------- | --------- |
| 32.          | 〈Fortnight〉 (피처링 포스트 말론; 어쿠스틱 버전) | Swift Antonoff Post | Swift Antonoff Bell [a] | 3:49      |
| 33.          | 〈Down Bad〉 (어쿠스틱 버전)                      | Swift Antonoff      | Swift Antonoff          | 4:18      |
| 34.          | 〈But Daddy I Love Him〉 (어쿠스틱 버전)          | Swift Dessner       | Swift Dessner Antonoff  | 5:37      |
| 35.          | 〈Guilty as Sin?〉 (어쿠스틱 버전)                | Swift Antonoff      | Swift Antonoff          | 4:10      |
| 총 재생 시간 | 총 재생 시간                                      | 총 재생 시간        | 총 재생 시간            | 140:15    |

### 참고
- ^[a] 는 보컬 프로듀서를 의미한다.
- 〈Loml〉과 〈Imgonnagetyouback〉은 모두 소문자로 표기되었다.
- 〈Thank You Aimee〉는 각각 〈thanK you aIMee〉 또는 〈thank You aimEe〉로 표기된다.
- 표준 앨범의 실물 음반에는 보너스 트랙으로 〈The Black Dog〉, 〈The Albatross〉, 〈The Bolter〉, 또는 〈The Manuscript〉 중 한 곡이 수록되어 있다.
- 《The Anthology》의 CD 패키지는 두 장의 디스크로 구성되어 있으며, 한 장에는 1번부터 16번까지의 트랙이, 다른 한 장에는 17번부터 35번까지의 트랙이 수록되어 있다.

## 차트
| 차트 (2024)                          | 최고 순위 |
| ------------------------------------ | --------- |
| 아르헨티나 앨범 (CAPIF)              | 1         |
| 오스트레일리아 앨범 (ARIA)           | 1         |
| 오스트리아 앨범 (Ö3 오스트리아)      | 1         |
| 벨기에 앨범 (울트라탑 플랑드르)      | 1         |
| 벨기에 앨범 (울트라탑 왈로니아)      | 1         |
| 캐나디안 앨범 (《빌보드》)           | 1         |
| 크로아티아 외국 앨범 (HDU)           | 1         |
| 체코 앨범 (ČNS IFPI)                 | 1         |
| 덴마크 앨범 (히트리스튼)             | 1         |
| 네덜란드 앨범 (메하하르츠)           | 1         |
| 핀란드 앨범 (수오멘 비랄리넨 리스타) | 2         |
| 프랑스 앨범 (SNEP)                   | 1         |
| 독일 앨범 (오피치엘레 탑 100)        | 1         |
| 그리스 앨범 (IFPI)                   | 1         |
| 헝가리 앨범 (MAHASZ)                 | 1         |
| 아이슬란드 앨범 (톤리스틴)           | 1         |
| 아일랜드 앨범 (OCC)                  | 1         |
| 이탈리아 앨범 (FIMI)                 | 1         |
| 일본 합산 앨범 (오리콘)              | 4         |
| 일본 핫 앨범 (《빌보드 재팬》)       | 5         |
| 리투아니아 앨범 (AGATA)              | 3         |
| 리투아니아 앨범 (AGATA)              | 4         |
| 뉴질랜드 앨범 (레코디드 뮤직 NZ)     | 1         |
| 노르웨이 앨범 (VG-리스타)            | 1         |
| 폴란드 앨범 (ZPAV)                   | 1         |
| 포르투갈 앨범 (AFP)                  | 1         |
| 스코틀랜드 앨범 (OCC)                | 1         |
| 슬로바키아 앨범 (ČNS IFPI)           | 1         |
| 스페인 앨범 (PROMUSICAE)             | 1         |
| 스웨덴 앨범 (스베리예토프리스탄)     | 1         |
| 스위스 앨범 (슈바이처 히트파라데)    | 1         |
| 영국 앨범 (OCC)                      | 1         |
| 미국 《빌보드》 200                  | 1         |

| 차트 (2024)        | 순위 |
| ------------------ | ---- |
| 일본 앨범 (오리콘) | 7    |

| 차트 (2024)                       | 순위 |
| --------------------------------- | ---- |
| 오스트레일리아 앨범 (ARIA)        | 1    |
| 호주 앨범 (Ö3 Austria)            | 1    |
| 벨기에 앨범 (울트라탑 플랑드르)   | 1    |
| 벨기에 앨범 (울트라탑 왈로니아)   | 8    |
| 캐나다 앨범 (《빌보드》)          | 1    |
| 크로아티아 외국 앨범 (HDU)        | 3    |
| 덴마크 앨범 (히트리스튼)          | 2    |
| 네덜란드 앨범 (앨범 탑 100)       | 1    |
| 프랑스 앨범 (SNEP)                | 9    |
| 독일 앨범 (Offizielle 탑 100)     | 1    |
| 글로벌 앨범 (IFPI)                | 1    |
| 헝가리 앨범 (MAHASZ)              | 12   |
| 아이슬란드 앨범 (톤리스틴)        | 26   |
| 이탈리아 앨범 (FIMI)              | 16   |
| 뉴질랜드 앨범 (RMNZ)              | 1    |
| 폴란드 앨범 (ZPAV)                | 15   |
| 포르투갈 앨범 (AFP)               | 4    |
| 슬로바키아 앨범 (ČNS IFPI)        | 3    |
| 스페인 앨범 (PROMUSICAE)          | 1    |
| 스웨덴 앨범 (스베리예토프리스탄)  | 9    |
| 스위스 앨범 (슈바이처 히트파라데) | 1    |
| 영국 앨범 (OCC)                   | 1    |
| 미국 《빌보드》 200               | 1    |

## 참조주
1. ↑  《TTPD》로 표기되기도 함